# Coöperatie Coroniaanse Boeren
De Coöperatie van Coroniaanse Boeren (CBB) is een belangenorganisatie van boeren in het district Coronie in Suriname.
De CBB werd in 2014 intensief  door het ministerie betrokken bij de herstart van de rijstsector. Traditioneel wordt in Coronie kokos verbouwd.
In 2016 was de CBB tijdelijk lid van de Federatie van Surinaamse Agrariërs.

## Herstartpoging rijstsector 2014-2018
In 2014 werkte de CBB met het ministerie van Landbouw, Veeteelt en Visserij samen om de rijstsector in het district opnieuw op te starten. Bij de herstart werden dertig boeren betrokken. Volgens districtscommissaris Aroenkoemar Ramdhani zou de infrastructuur op orde zijn voor de bevloeiing en afwatering in het gebied. Op dat moment was nog een beperkte oppervlakte van 170 van de beschikbare 3.500 tot 6.000 hectare ingezaaid. Minister Soeresh Algoe weet dit aan de boeren die zouden nalaten het overheidsbedrijf Surzwam (NV Suriname Zwaar Materieel) in te schakelen. Van CCB-bestuurslid Johannes Hooplot kwam er kritiek dat het eigendom van de gronden onvoldoende was vastgelegd.
In het jaar erop was de herstart nog steeds niet van de grond gekomen en nadat de regering in 2016 opnieuw plannen presenteerde over de herstart van de rijstsector in Coronie, reageerde de CCB sceptisch. Volgens Hooplot zou de regering niet werken aan een verantwoorde manier om de rijstsector op te starten. Ook zou niet ingegaan zijn op de vraag om een productschap voor de rijstsector. Ondanks de investeringen die er gedaan werden, bleef de verbouw van rijst in Coronie in 2018 beperkt tot circa 500 hectare. Jonge ondernemers zouden volgens de CBB onvoldoende vertrouwen hebben in de infrastructuur; de zuidelijke dam kende toen meerdere breuken. In 2020 werd de verbouw van 500 hectare rijst in Coronie bedreigd doordat de infrastructuur niet op orde was.